# Jan (Bodnarczuk)
Jan, imię świeckie: Wasyl Mykołajowycz Bodnarczuk, ros. Василь Миколайович Боднарчук, Wasilij Nikolajewicz Bodnarczuk, Василий Николаевич Боднарчук (ur. 12 kwietnia 1929 w Iwanym-Pustym, zm. 9 listopada 1994) – ukraiński biskup prawosławny. 

## Życiorys
Urodził się w rodzinie greckokatolickiego psalmisty. Po ukończeniu szkoły średniej został psalmistą w cerkwi św. Jana Teologa w rodzinnej wsi, następnie w cerkwi św. Paraskiewy w Kluczowie Wielkim. W 1949 został aresztowany i skazany na 20 lat prac przymusowych w Kazachstanie, został jednak w 1953 zwolniony za amnestią. Według innych źródeł w 1949 jego rodzina została deportowana do Kazachstanu, zaś po czterech latach mógł opuścić Kazachską SRR. 
W 1956 rozpoczął naukę w seminarium duchownym w Leningradzie. Jako student II roku został wyświęcony na diakona przez biskupa iwanowskiego Romana. W 1960 ukończył seminarium i podjął naukę w Leningradzkiej Akademii Duchownej. Jako student I roku, 21 maja 1961, został wyświęcony na kapłana przez metropolitę leningradzkiego i ładoskiego Pimena. W 1964 uzyskał tytuł kandydata nauk teologicznych i ukończył naukę w Akademii; został skierowany do pracy duszpasterskiej w eparchii lwowskiej i tarnopolskiej. Do 1968 prowadził pracę duszpasterską w cerkwi we wsi Strijiwka, następnie przez dziesięć lat w cerkwi w Truskawcu. 11 października 1977 złożył wieczyste śluby mnisze w Ławrze Poczajowskiej. 14 października tego samego roku otrzymał godność archimandryty. 
23 października 1977 w soborze św. Włodzimierza w Kijowie miała miejsce jego chirotonia na biskupa żytomierskiego i owruckiego, w której jako konsekratorzy wzięli udział metropolici kijowski i halicki Filaret, lwowski i tarnopolski Mikołaj, arcybiskup symferopolski i krymski Leoncjusz, biskup mukaczewski i użhorodzki Sawa oraz biskup kirowohradzki i nikołajewski Sebastian. 
23 czerwca 1988 duchowny zwrócił się do Świętego Synodu Rosyjskiego Kościoła Prawosławnego z prośbą o przeniesienie na jedną z katedr na Ukrainie Zachodniej. Podkreślał swój zły stan zdrowia; w kolejnym liście w 1989 twierdził, iż jedynie przeniesienie pozwoli mu uratować życie. Synod odpowiedział jednak na tę prośbę odmownie, zaznaczając, iż hierarchowie nie wybierają sami kierowanych przez siebie eparchii; ponadto nie czyniono duchownemu problemów, by ten udał się na leczenie. Ostatecznie, w związku z otrzymanymi dokumentami potwierdzającymi ciężką chorobę duchownego, biskup Jan został przeniesiony w stan spoczynku z wyznaczeniem pensji na cele dalszego leczenia oraz z zapowiedzią ponownego powierzenia kierownictwa jednej z eparchii po jego zakończeniu. Jednak już pięć dni później duchowny po raz kolejny napisał do Synodu, tym razem prosząc o przywrócenie do czynnego duszpasterstwa, zaś krótko po tym, nie czekając na odpowiedź, wbrew kanonom wyświęcił diakona, w czasie ceremonii określając siebie jako "pierwszego hierarchę Ukraińskiego Autokefalicznego Apostolskiego Prawosławnego Kościoła obrządku grecko-ukraińskiego". 1 października 1989 poinformował publicznie o wystąpieniu z jurysdykcji Rosyjskiego Kościoła Prawosławnego, za co 14 listopada tego samego roku został pozbawiony święceń kapłańskich i usunięty ze stanu zakonnego za doprowadzenie do rozłamu w Kościele prawosławnym. 
Od października 1989 do listopada 1990 był pierwszym hierarchą Ukraińskiego Autokefalicznego Kościoła Prawosławnego, nosząc od czerwca 1990 tytuł metropolity lwowskiego i halickiego, locum tenens Patriarchatu Kijowskiego. W lutym 1992 sobór biskupów Ukraińskiego Autokefalicznego Kościoła Prawosławnego usunął go z tegoż Kościoła za bezprawne zdaniem jego członków nałożenie zakazu odprawiania nabożeństw na ks. Włodzimierza (Jaremę) i innych kapłanów. Decyzję tę potwierdził kolejny Synod Kościoła w kwietniu tego samego roku. Przez cały okres swojego działania w Kościele Autokefalicznym Jan (Bondarczuk) nie pozyskał zaufania innych jego działaczy, którzy podejrzewali go o współpracę z KGB. W związku z tym na przełomie kwietnia i maja 1992 Jan (Bondarczuk) zadeklarował skruchę z powodu swojego udziału w tworzeniu Kościoła Autokefalicznego, twierdził również, iż do tego rodzaju działań popchnęły go szykany ze strony metropolity kijowskiego Filareta. W maju 1993 Święty Synod Rosyjskiego Kościoła Prawosławnego poinformował, iż kwestię ewentualnego ponownego przyjęcia duchownego do Kościoła rozpatrzy Sobór Lokalny. Jednak jeszcze przed jego zwołaniem Jan (Bondarczuk) zadeklarował przystąpienie do Ukraińskiego Kościoła Prawosławnego Patriarchatu Kijowskiego, gdzie objął początkowo katedrę drohobycką i samborską, następnie zaś wołyńską. 
W 1994 zginął w wypadku samochodowym. Został pochowany przy cerkwi św. Jana Teologa w rodzinnej wsi.